# Eupithecia libanotica
Eupithecia libanotica là một loài bướm đêm trong họ Geometridae.